# Bovicola ovis
Bovicola ovis är en insektsart som först beskrevs av Franz Paula von Schrank 1781.  Bovicola ovis ingår i släktet Bovicola och familjen pälslöss. Inga underarter finns listade i Catalogue of Life.